# وزنه‌برداری در المپیک تابستانی ۱۹۰۴
وزنه‌برداری در بازی‌های المپیک تابستانی ۱۹۰۴ نام رویداد ورزش وزنه‌برداری در بازی‌های المپیک تابستانی بود که در سال ۱۹۰۴ برگزار شد. این مسابقات از ۲ بخش تشکیل شده بود که هر دو آن‌ها فقط برای مردان بود و در سنت لوئیس، آمریکا برگزار شد. در این مسابقات فقط ۵ ورزشکار از دو کشور که همگی مرد بودند به رقابت با یک دیگر پرداختند.
ایالات متحده آمریکا توانست با کسب ۱ طلا و ۲ نقره و ۲ برنز برنده این مسابقات شود.

## مدال‌آوران
| رویداد              | طلا                                | نقره                                | برنز                              |
| لیفت دو دست         | پریکلس کاکوسیس · یونان             | اسکار اوستوف · ایالات متحده آمریکا  | فرانک کوگلر · ایالات متحده آمریکا |
| All Around Dumbbell | اسکار اوستوف · ایالات متحده آمریکا | فردریک وینترز · ایالات متحده آمریکا | فرانک کوگلر · ایالات متحده آمریکا |

## جدول مدال‌ها
| رتبه | کشور                | طلا | نقره | برنز | مجموع |
| ۱    | ایالات متحده آمریکا | ۱   | ۲    | ۲    | ۵     |
| ۲    | یونان               | ۱   | ۰    | ۰    | ۱     |

## کشورهای شرکت کننده
در این مسابقات ۵ ورزشکار از ۲ کشور به رقابت با یک دیگر پرداختند.
- یونان (۱)
- ایالات متحده آمریکا (۴)